# Vicente Esquivel y Rivas
Vicente Esquivel y Rivas (Sevilla, 1833?-Madrid, 1900) fou un pintor i escultor, fill d'Antonio María Esquivel Suárez de Urbina. Destacà notablement realitzant retrats i en la pintura de costums populars.
El desembre de 1867 va realitzar oposicions per a la plaça de professor de dibuix per a l'Escuela de Bellas Artes de Cádiz. L'agost de 1868 el van ascendir a Sevilla i posteriorment al Conservatorio de Artes de Madrid.
Respecte a les seves obres, una de les més populars és l'estàtua de Hebe que es conserva al Cafè de Madrid, el Retrat de Francisco López de Castro o el Retrat de Fray Bartolomé de las Casas.
Es va casar amb Rosa Reboulet, i així va esdevenir cunyat de Vicente Palmaroli, casat amb la germana de la seva esposa.